# 미싸일총국
미싸일총국(영어: Missile General Bureau), 제123군부대는 조선인민군 전략군 산하의 미사일을 총괄하는 기구이다.

## 활동
- 2023년 2월 8일 북한 열병식 방영 영상[1]에서 KN-23 앞에 도열한 미싸일총국 병사들이 식별되었다. 미싸일총국 병사 하나는 '조선인민군제640미싸일병려단'기를 들고 있었다.
- 2023년 화성-15형 발사에서 조선중앙통신은 미싸일총국의 제1영웅붉은기중대가 미사일 발사를 맡았으며, 제1붉은기중대가 미사일 운용에 풍부한 경험이 있다고 언급하였다.[2]

## 갤러리

화성17의 로고
제1영웅적기중대의 기